# Sille Søndergaard
Sille Søndergaard (født 10. august 1983 i Roskilde) er en dansk tidligere atlet som var medlem af Viking Rønne og fra sommeren 1998 i Sparta Atletik.
Allerede som 14-årig i 1997 løb Sille Søndergaard 12,56 på 100 meter, hvilket kun er overgået af to 14-årige; Vickie Kristensen 12,2s (23.09.79) og Annelouise V. Jensen 12,48 sek. (W1,8). Det blev til guld på U-21-NM på 100 meter 2001 i tiden 11,78 sek. (dansk 18 års-, junior- og U23-rekord). Tiden kvalificerede hende til deltagelse i JVM året efteri Kingston. En skade, der opstod i forsommeren 2002, tvang Sille til at indstille sin atletikkarriere efter indendørssæsonen i 2003. Foruden en lang række danske ungdomsmesterskaber blev det til tre danske seniormesterskaber; to indendørs på 60 meter og et undendørs på 100 meter. Hun var på de danske landshold i Europa-Cupens 2. division 2001 og 2002, hvor hun løb 100m og deltog i 4x100m.

## Internationale ungdomsmesterskaber
- 2002 JVM 100 meter, Kingston (JAM)

Indledende: 12.35 (-0,4m/s)
Semifinale: 12,51 (0,3m/s) 23. plads
- 2001 U21-NM 100 meter  Guld 11,78 (Lillehammer, NOR),
- 2000 U21-NM 100 meter 12,14 (8.plads) (Borgarnes, ISL),

## Danske seniormesterskaber
- Guld 2001 100 meter 11,92
- Bronze 2000 100 meter 12,37 (w:-0,9) Aalborg 12/8
- Bronze 1999 100 meter:

Finale 12,56 (w:-2,5), Indledende heat 12.32 (w:+2,8), Østerbro 6/8
Indendørs:
- Guld 2003 60 meter inde 7,80
- Guld 2002 60 meter inde 7,61
- Sølv 2000 60 meter inde 7,60

## Danske rekorder
U23-rekord
- 100 meter 11,78 Lillehammer, Norge 19. august 2001

Juniorrekord
- 100 meter 11,78 Lillehammer 19. august 2001

## Personlige rekorder
- 50 meter -inde: 6,63 Hvidovre 5. februar 2002
- 60 meter -inde: 7,57 Göteborg 19. februar 2000
- 100 meter: 11,78 Lillehammer 19. august 2001 (5. plads på den danske alletiders top 10 rangliste udendørs)